# والدن مارتن
والدن مارتن (بالإنجليزية: Walden Martin)‏ مواليد 1891 - وفيات 1966، كان دراج أمريكي. سبق أن شارك في دورة الألعاب الأولمبية الصيفية وفاز بميدالية أولمبية.

## الميداليات
| الميدالية | المسابقة                       |
| --------- | ------------------------------ |
| برونزية   | الألعاب الأولمبية الصيفية 1912 |

## روابط خارجية
- والدن مارتن على موقع أرشيف الدراجات (الإنجليزية)
- والدن مارتن على موقع إحصائيات الدراجات الإحترافية (الإنجليزية)
- والدن مارتن على موقع أوليمبيديا (الإنجليزية)
- Profile